# Choerades lobifera
Choerades lobifera là một loài ruồi trong họ Asilidae. Choerades lobifera được Hermann miêu tả năm 1914.